# Cose che cambiano tutto
Cose che cambiano tutto è il primo album in studio di Diego Mancino, pubblicato il 4 febbraio 2005. La title track Cose che cambiano tutto ha preceduto l'uscita dell'album. Il secondo estratto è Strana l'estate. Un giorno perfetto è il terzo singolo pubblicato.

## Tracce
1. Il centro cangiante dell'universo – 4:30
2. Una buona ragione – 3:47
3. Cose che cambiano tutto – 4:25
4. Un tiro di dadi – 3:53
5. La casa brucia – 3:57
6. Diavolo dove sei – 3:27
7. U.F.O. – 4:26
8. Cosa mi dirai – 3:28
9. Strana l'estate – 3:23
10. Mush – 4:28
11. Strana l'estate (remix) – 3:08
12. Un angelo a motore – 3:44
13. Un giorno perfetto – 2:08